# 3CCD

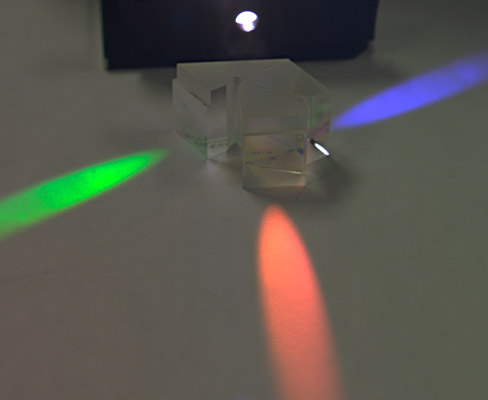

3CCD는 일부 스틸 카메라, 비디오 카메라, 텔레시네, 캠코더 등에 이용되는 촬상 시스템을 논할 때 쓰이는 용어이다. 3CCD 카메라는 세 개의 분리된 CCD를 가지고 있으며, 각각 빨강, 녹색, 파랑 빛을 측정한다. 렌즈에 들어오는 빛은 각 CCD에 빛의 파장을 올바르게 보내는 분광기를 통해 나뉜다. 3CCD 카메라는 보통 1CCD 카메라에 비해 뛰어난 화질을 제공한다고 알려져 있다. 각 픽셀에 대해 빨강, 녹색, 파랑의 값을 얻어 냄으로써, 3CCD 카메라는 1CCD 카메라보다 더 나은 정확도를 제공하게 된다. 거의 모든 1CCD 카메라는 베이어 필터를 사용함으로써 각 픽셀에 대한 색 정보의 3분의 1만 잡아낼 수 있다. 나머지 3분의 2는 "틈을 채우는" 디모자이크 알고리즘을 통해 보간 처리되어야 한다.
세 개의 센서는 다음과 같이 동작한다:
- 합성 샘플링
- 픽셀 이동
- 자유로운 정렬

3CCD 카메라는 보통 1CCD 카메라보다 값이 비싸다. 왜냐하면 3CCD 카메라가 이미지 감지를 위해 3배나 많은 요소를 요구하기 때문이며, 또 정확한 색 분할을 요구하기 때문이다.

## 같이 보기
- CCD